# Karel Pravoslav Sádlo
Karel Pravoslav Sádlo (* 5. September 1898 in Prag; † 24. August 1971 ebenda) war ein tschechischer Cellist und Cello-Pädagoge.

## Leben
Am Prager Konservatorium studierte er Cello bei Jan Burian und Julius Junek und Kammermusik bei Ladislav Zelenka. Nach einigen Konzertreisen in Europa widmete er sich der pädagogischen Tätigkeit, unterrichtete am Konservatorium und seit 1946 an der Fakultät für Musik der Akademie der musischen Künste in Prag. Die meisten der tschechischen Cellisten der 1930er bis 1950er Jahre, unter ihnen die Solisten und Kammermusiker Miloš Sádlo, František Smetana, Josef Chuchro, Antonín Kohout, František Sláma, waren seine Schüler.
1928 gründete er eigenen Musikverlag Edition Sádlo, wo er seine Cellokompositionen und didaktische Arbeiten sowie die Werke anderer zeitgenössischer Komponisten, z. B. Jaroslav Řídkýs, veröffentlichte. Seine Technischen Studien (1925) regten – zwei Jahre vor der Herausgabe der Schule Stutschewskys – eine Wende zu modernen Techniken des Cellospiels an.
Sádlo war Dekan der Fakultät für Musik der Akademie der musischen Künste, Jury-Mitglied bei europäischen Interpretationswettbewerben und in den 1930er bis 1960er Jahren auch Organisator des Prager Musiklebens (Prager Künstlerverein, Tschechische Vereinigung für Kammermusik, das Musikfestival Prager Frühling).